# アンタルヤ・トラム
この項目では、トルコの都市であるアンタルヤに存在する路面電車について解説する。以下の2種類が存在し、2020年現在双方ともアンタルヤ交通石油商業公社（Antalya Ulaşım Hizmetleri Petrol Sanayi ve Ticaret A.Ş. ）によって運営されている。
- ノスタルジア（Nostalji） - ドイツの旧型電車を使用する保存路面電車[1][4][3][5]。
- アントレイ（ANTRAY） - 超低床電車が用いられる近代的なライトレール路線[1][3]。

## ノスタルジア
1999年2月27日に開通した、地中海沿いを走る全長5 kmの路面電車路線。多数の歴史的な収蔵物で知られるアンタルヤ博物館と接続する博物館（Müze）電停を含め、区間内には10箇所に電停が存在し、沿線には古くからの建造物を始めとした数多くの観光名所が存在する。使用されている車両は、アンタルヤの姉妹都市であるドイツのニュルンベルク（ニュルンベルク市電）で使用された旧型電車が譲渡され、主に電動車と付随車を連結した2両編成で運行する。
2020年現在は「T2号線」と位置付けられており、以下の路線で運行している。
| 系統名 | 経路                            | 備考・参考 |
| ------ | ------------------------------- | ---------- |
| T2     | Zerdalilik - Kale Kapısı - Müze |            |

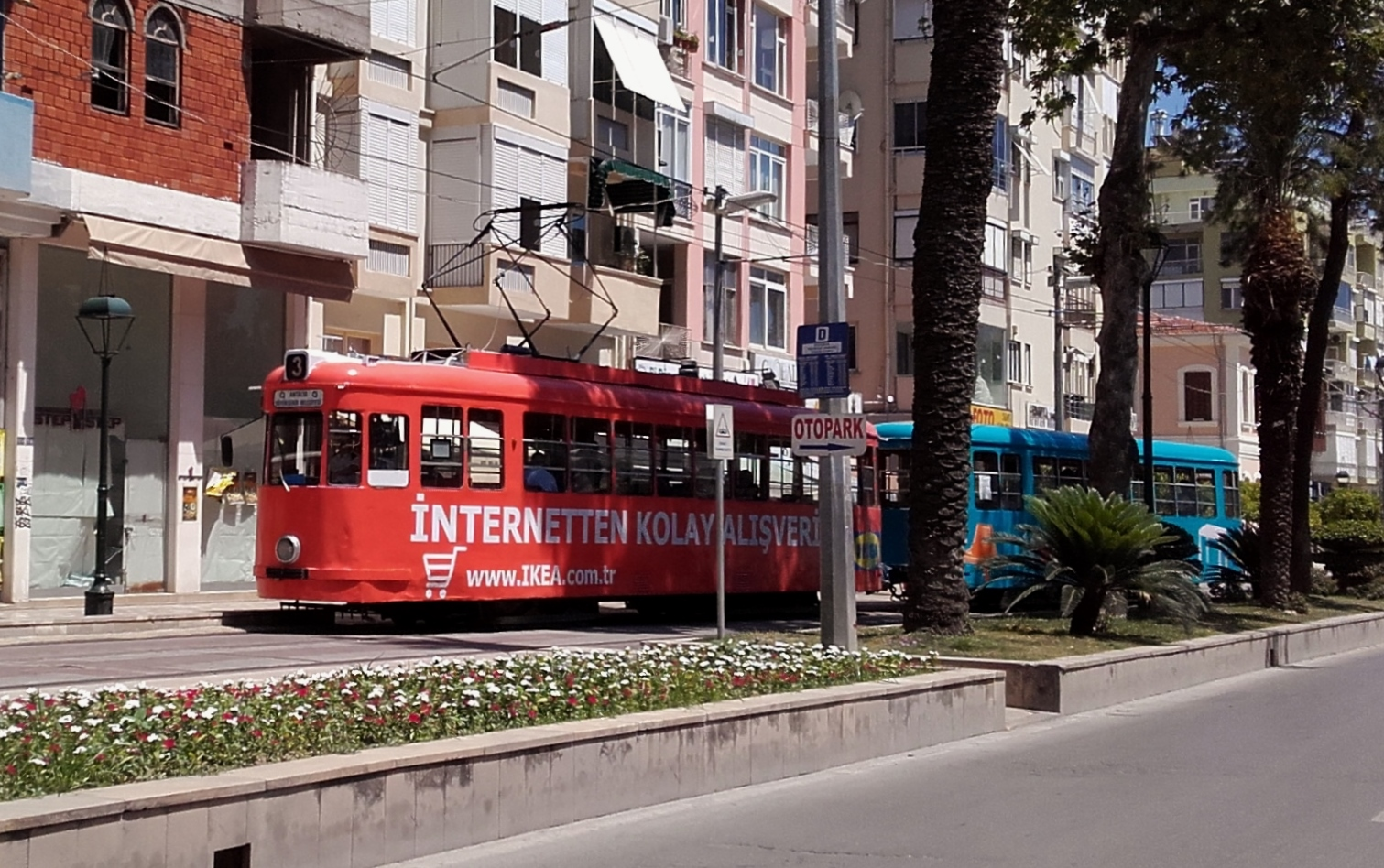
ニュルンベルク市電からの譲渡車両（2016年撮影）
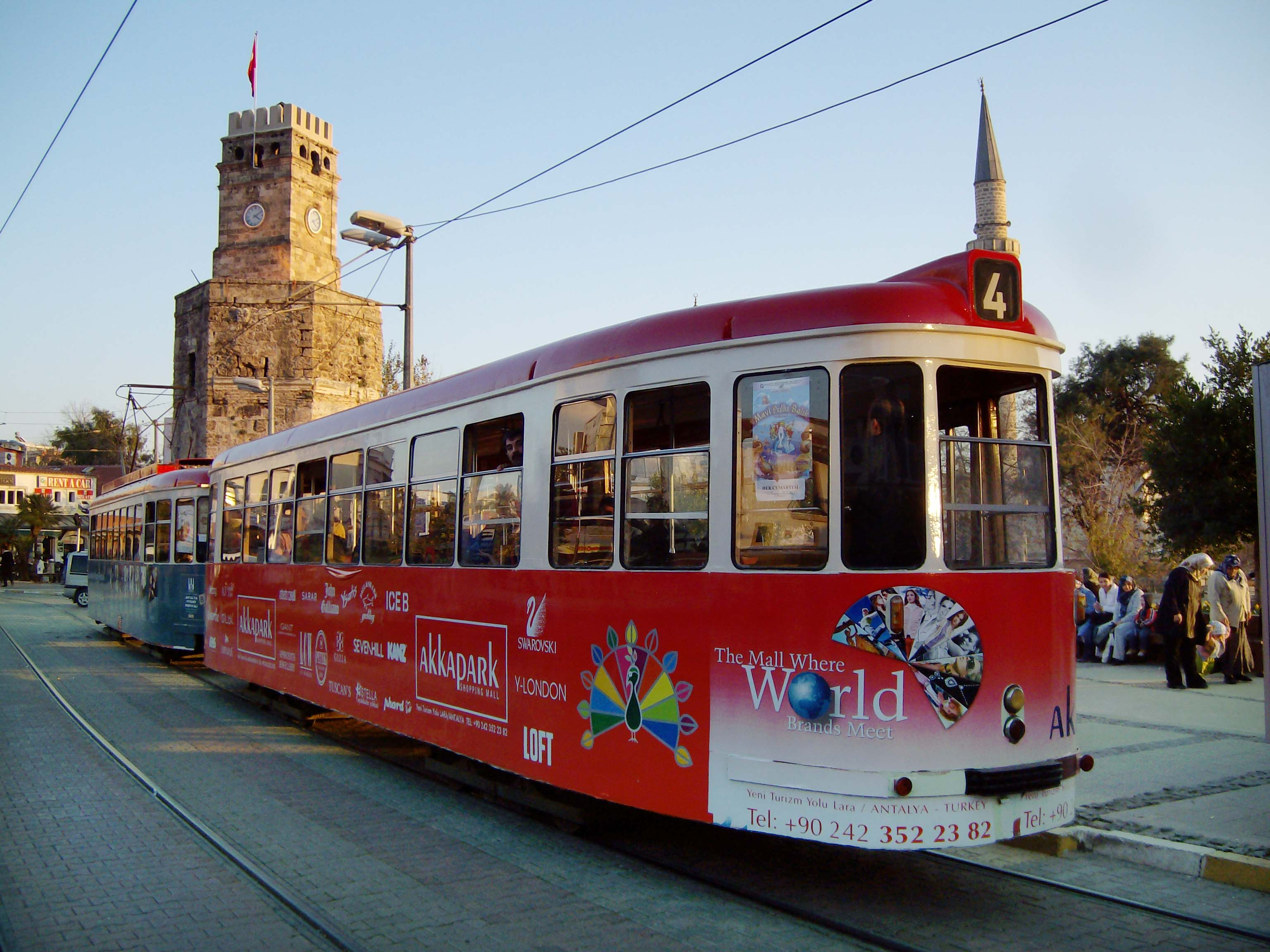
後方に連結される付随車（2007年撮影）

## アントレイ
2009年12月25日に最初の路線が開通した、超低床電車を用いたライトレール路線。愛称の「アントレイ（ANTRAY）」は、アンタリア大都市圏自治体ライトレールシステムプロジェクト（Antalya Büyükşehir Belediyesi Hafif Raylı Sistem Projesinde）の略称である。その後、2016年にこの最初の路線にあたるT1号線は2016年7月にエキスポ電停（Expo）およびアンタルヤ空港へ直通する支線の延伸が実施された一方、2019年8月11日にはアンタルヤ中心部と北部を結ぶT3号線が開通した。このT3号線は2020年時点で孤立した路線となっているが、今後実施予定の延伸後は地下駅であるオトガー駅（Otogar）でT1号線と、博物館（Müze）電停でT2号線（ノスタルジック・トラム）と接続する。
2020年現在、T1・T3号線合わせて以下の3系統が運行している。そのうちT1号線は空港（Havalimanı）へ向かう列車とエキスポ電停（Expo）へ向かう列車が存在する。
| 系統名 | 経路                        | 備考・参考 |
| ------ | --------------------------- | ---------- |
| T1     | Fatih - Meydan - Havalimanı |            |
| T1     | Fatih - Meydan - Expo       |            |
| T3     | Atatürk - Gazi - Varsak     |            |

営業用車両については、2020年現在以下の2種類が用いられている。2019年のT3号線開通時点では計32両の車両が在籍しているが、T3号線の延伸などへ向けて最大47両の増備計画が存在する。
- "ウルボス" - スペインのCAFが展開する超低床電車。開業に備えて導入され、2020年現在は14両が在籍する[9][10][11]。
- ユーロテム製電車 - トルコのツヴァサスと韓国の現代ロテムの合資企業として設立された「ユーロテム（Eurotem）」製の超低床電車。延伸に備えて2016年以降納入が行われ、2020年現在は18両が在籍する[9]。

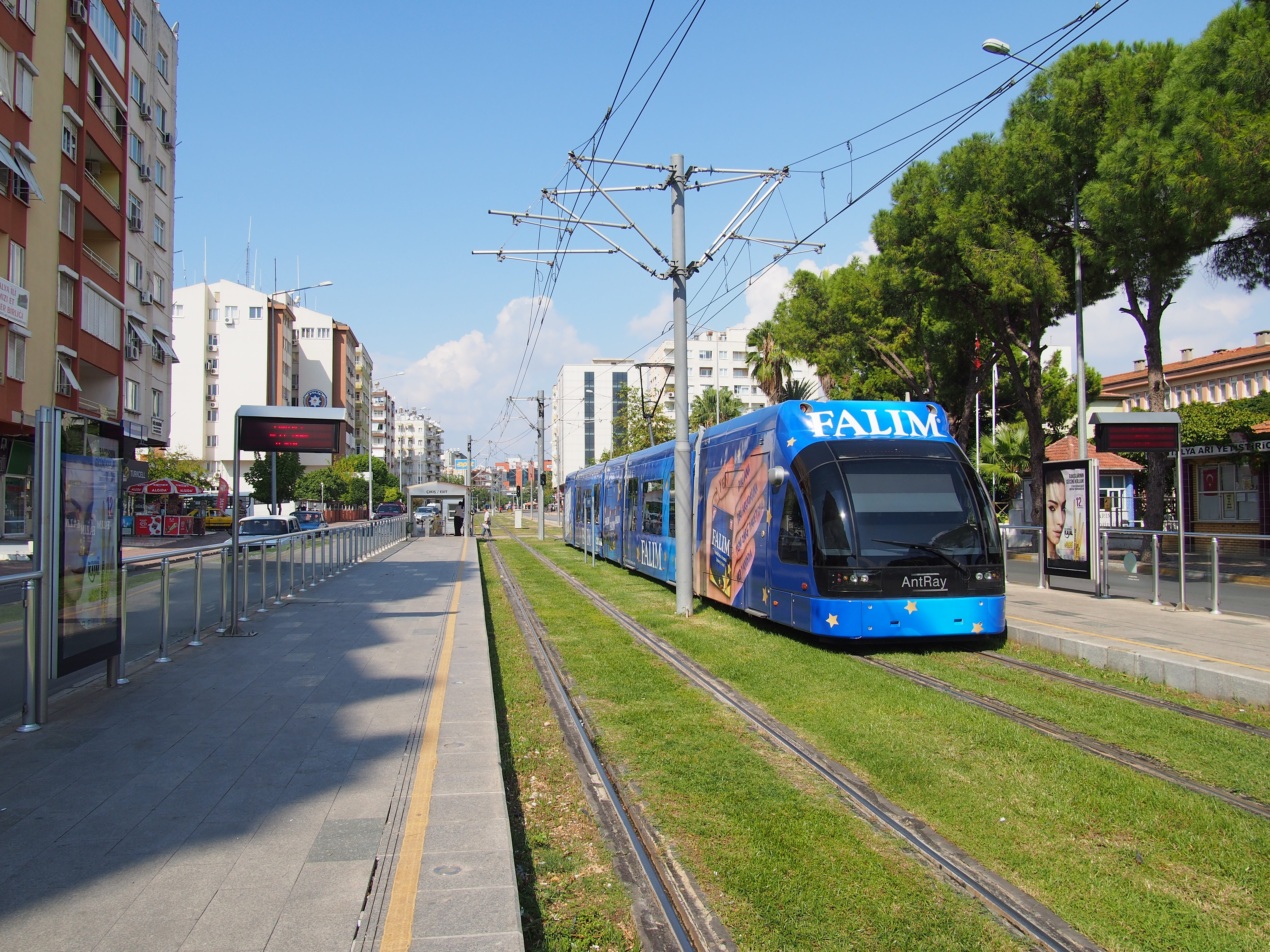
ウルボス（2014年撮影）
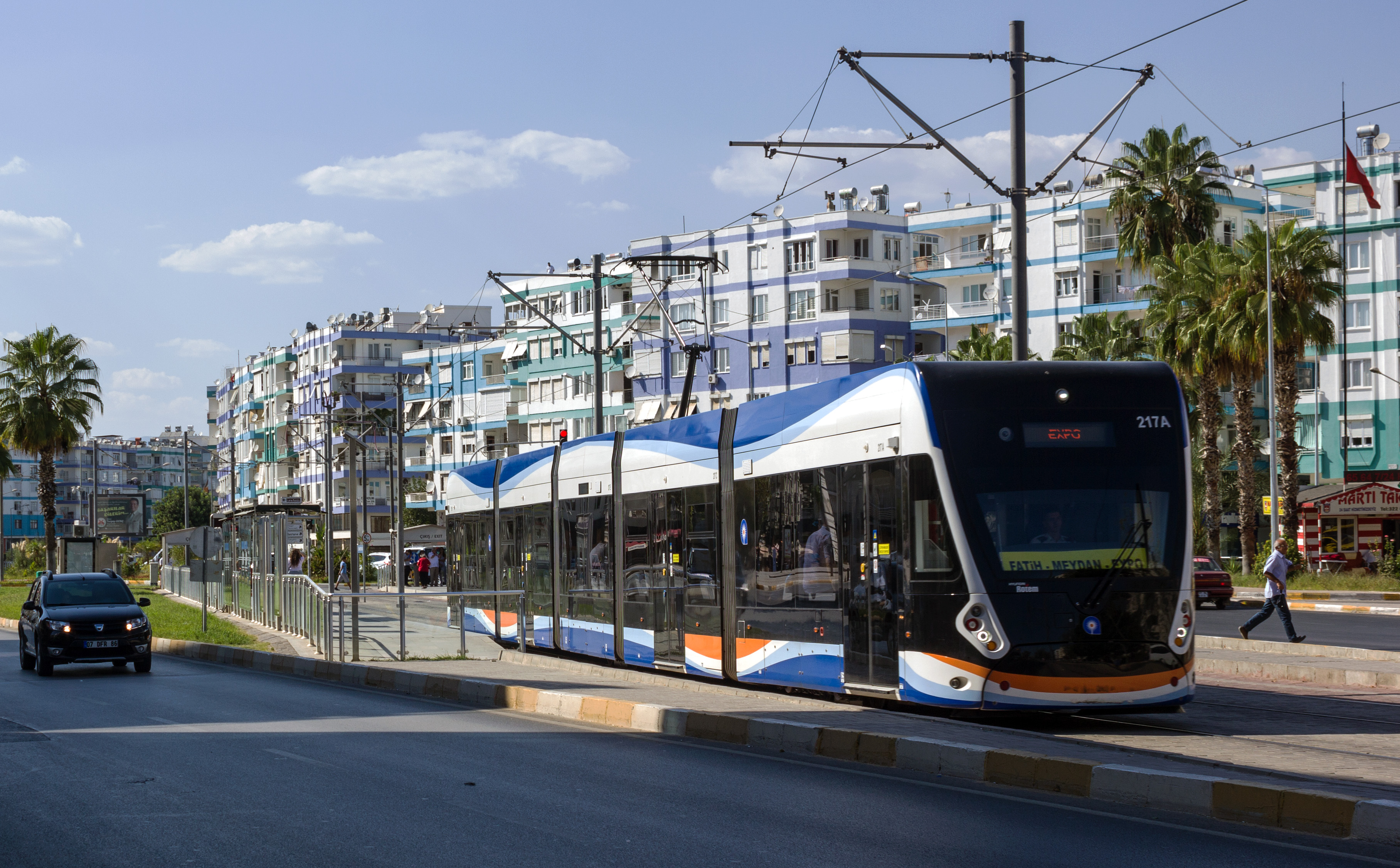
ユーロテム製電車（2018年撮影）
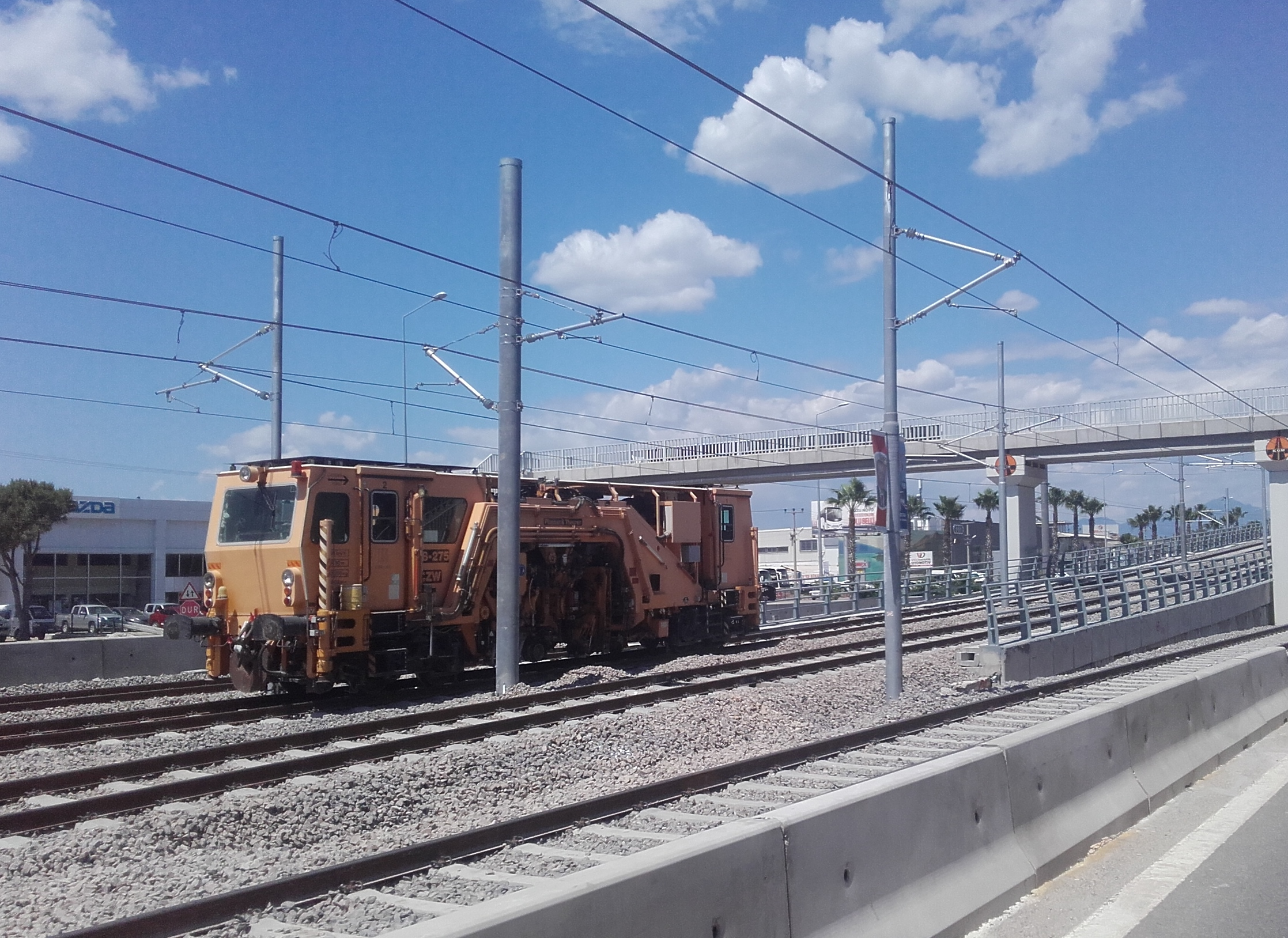
保線機械（2016年撮影）
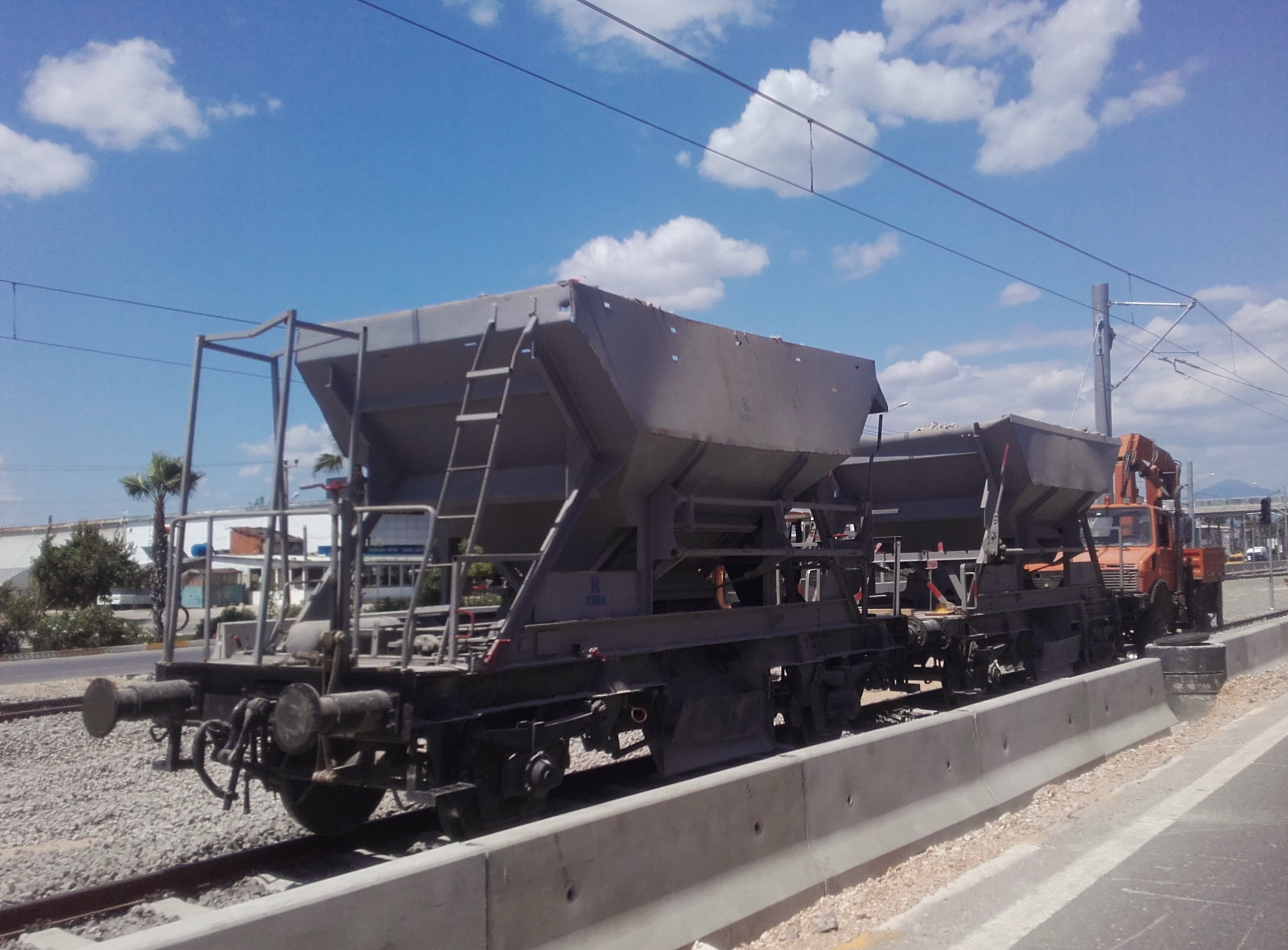
保線用ホッパ車（2016年撮影）

## 今後の予定
「ノスタルジア」で運行している元・ニュルンベルク市電の旧型電車については2016年時点で老朽化によるメンテナンス費用の高騰や予備部品の枯渇が課題となっており、T3号線の延伸が完成した後、「ノスタルジア」ことT2号線についても高規格のライトレールへと転換される。ただしこの旧型電車については解体されず保存される予定である。